# Codex Ríos

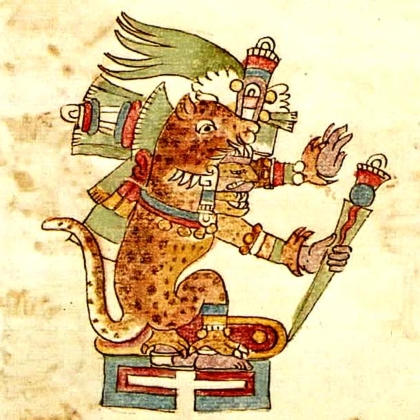
Tepeyollotl

Der Codex Ríos, auch Codex Vaticanus latinus 3738 (Cod. Vat. A, Cod. Ríos), ist ein Aztekencodex und befindet sich in der Vatikanischen Apostolischen Bibliothek.

## Beschreibung
Zusammen mit dem Codex Telleriano-Remensis (Bibliothèque Nationale de Paris) diente der Codex Rios Generationen von Gelehrten als "Stein von Rosetta" zur Entzifferung der religiösen Handschriften der Borgia Gruppe. Mindestens ein Teil des Textes wird Pedro de los Ríos zugeschrieben, ein Dominikanerbruder, der in Oaxaca und Heroica Puebla de Zaragoza zwischen 1547 und 1562 arbeitete. Ansonsten ist über ihn und seine Aktivitäten wenig bekannt. Lord Kingsborough war der Erste, der ein Facsimile dieser Handschrift veröffentlichte mit einer englischen Übersetzung aus dem Italienischen (Kingsborough 1831-1848). Die Trecena-Seiten sind besonders informativ wegen ihrer ausführlichen Beschreibung der Götterpatrone des Nahua-Pantheons. Einige Gelehrte glauben, dass das Manuskript die religiösen Werte besonders des Tehuacan-Tal-Königreichs darstellen.

## Inhalt
Der Codex Vaticanus 3738 ist in folgende Abschnitte unterteilt:
- Kosmologische und mythologische Traditionen (1r-11-v)
- Tonalpohualli: Götter, Tagzeichen (Englisch: "day signs"), die Neun Herrscher der Nacht (Englisch: "Nine Lords of the Night") (12v-33r)
- Kalendertafeln: 1558-1619 (34v-36r)
- Der 18-Monate-Kalender (42v-51r)
- Ethnographische Abschnitte (54r-61v):
  - Tagzeichen zugeordnet zu Körperteilen
  - Opfer- und Totenbräuche
  - Porträts von Indianertypen
  - Verschiedene Zeichnungen
- Annalen in Bildern, 1195-1549 (66v-94v)
- Fortsetzung der Annalen ohne Bildeinträge (95v-96v)